# 阿爾弗雷多·巴克里索
阿爾弗雷多·巴克里索（Alfredo Baquerizo，1859年9月28日—1951年3月20日）是一位厄瓜多政治人物，激進自由黨的成員，出生於瓜亞基爾。阿爾弗雷多·巴克里索於1916年至1920年，以及1931年至1932年擔任厄瓜多總統。